# Роза Малтони
Роза Малтони (на италиански: Rosa Maltoni) е майка на италианския фашистки лидер Бенито Мусолини. Малтони е католическа учителка, която се омъжва за Алесандро Мусолини. След Бенито, Роза има още три деца - Арналдо, Лора и Едвиджи. Тя умира от менингит през 1905 г.
Мусолини е много привързан към майка си, а през фашисткия период Роза е посочена да представлява идеалната италианка. На 17 юни 1930 г. се провежда церемония за почитането ѝ като „велика възпитателка и славна майка“.